# Josef Matouš
Josef Matouš (21. června 1881, Červené Pečky – 4. ledna 1971, Praha) byl středoškolský profesor a literární kritik. Byl rovněž překladatelem z polštiny.

## Život
Maturoval v roce 1899 na gymnáziu v Kolíně. Poté vystudoval bohemistiku a germanistiku na Univerzitě Karlově (1899-1903). Působil jako středoškolský profesor v Jičíně (1903-1908), Náchodě (1908-1936) a v Praze v Londýnské ulici (1936-41).
Vedle svého povolání psal literární kritiky a překládal z polštiny a to knihy polských romantických spisovatelů (Zygmunt Krasiński, Adam Mickiewicz, Cyprian Kamil Norwid, Juliusz Słowacki), a moderní autory z konce 19. a začátku 20. století (Wacław Berent, Jan Kasprowicz, Zenon Przesmycki, Stanisław Przybyszewski, Stanisław Wyspiański). Na některých překladech děl Mickiewiczových a Słowackého spolupracoval s básníky Františkem Halasem a Vladimírem Holanem.

## Spisy

### Překlady (výběr)
- Jan Kasprowicz: O bohatýrském koni a hroutícím se domu, KDA, svazek 158, Praha : Kamilla Neumannová, 1919
- Adam Mickiewicz: Gražina, Konrád Wallenrod, dvě básnické povídky, za spolupráce Josefa Matouše přeložil František Halas, Praha : Melantrich, 1947
- Adam Mickiewicz: Dziady, za spolupráce Josefa Matouše přeložil František Halas, Praha : Melantrich, 1947
- Adam Mickiewicz: Balady a romance, více překladatelů, Josef Matouš spolupracoval na překladech Františka Halase a Vladimíra Holana, Praha : SNKLHU, 1953